# Anna Wassiljewna Zukanowa-Kott

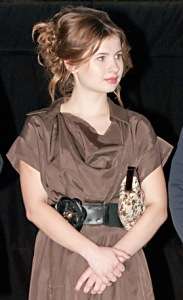
Anna Zukanowa bei der Premiere des Films Sturm auf Festung Brest am 3. November 2010

Anna Wassiljewna Zukanowa-Kott (russisch Анна Васильевна Цуканова-Котт; * 15. Juni 1989 in Kalinin) ist eine russische Schauspielerin.

## Biografie
Im Alter von 7 Jahren begann sie eine Ausbildung an der Theaterschule Nr. 123. Bald schon trat sie in der Kindergruppe des Moskauer Theaters Nord-Ost auf. Ihr Kinodebüt hatte sie mit einer Nebenrolle in dem Film Eralasch. Ihre erste Hauptrolle hatte sie als Witwe in der Serie Bunte Schlüssel (Чистые ключи) unter der Regie von Wladimir Bassow.
2009 schloss Zukanowa ihr Schauspielstudium an der Schauspielschule Boris Ikun ab. Sie ist mit dem Regisseur Alexander Kott verheiratet.

## Filmografie
- Ералаш
- 1996: Путешествие (Die Reise)
- 2002: Цирк (Zirkus)
- 2003: Света Звездунова (Sveta Svesdunova)
- 2003: Таксист (Taksist) Taxifahrer
- 2003: Чистые ключи (Bunte Schlüssel) Saubere Bäche
- 2004: Виола Тараканова. В мире преступных страстей (Viola Tarakanova. Im Welt der verbrecherischen Leidenschaften)
- 2004: Курсанты (Kursisten)
- 2004: Цвет нации (Die Naziblume) Die Blüte der Nation
- 2004: Загадка Голубой Долины (Das Rätsel des hellblauen Tals)
- 2005: Неотложка (Neotloshka) „Dringend“
- 2005: Продаётся дача (Gartenhaus zu verkaufen)
- 2005: Кулагин и партнёры (Kulagin und Partner)
- 2006: Ваша честь (Unsere Brust) Euer Ehren
- 2006: Марфа и её щенки (Marfa und ihre Frauen) und ihre Hundebabys...
- 2006: Иван Подушкин. Джентльмен сыска (Ivan Poduschkin. Gentlemen gefunden) – Миранда
- 2006: Бальзаковский возраст, или Все мужики сво… (Bal'sakovskij wächst, oder alle Männer zum…)
- 2007: Квартирный вопрос (Zimmer gesucht)
- 2007: — Сваха
- 2008: Admiral (Адмиралъ)
- 2008: Отцы и дети (Väter und Kinder)
- 2008: Рыжая (Die Rothaarige)
- 2009: Близкое объятие (Naheliegende Erklärungen)
- 2009: Когда мы были счастливы (Als wir glücklich waren)
- 2009: Я покажу тебе Москву (Ich zeige Dir Moskau)
- Дом Солнца (Das Haus der Sonne)
- 2009: Брестская крепость (Sturm auf Festung Brest)
- 2010: Подарок судьбы (Das Geschenk des Schicksals)
- 2010: Новости (Neuigkeiten)
- 2011: Пять невест (Fünfmal Braut)
- 2012: Восьмидесятые (Achtzigerjahre)
- 2012: Дальнобойщики (Fernfahrer)